# Мачадо, Диксон
Диксон Хавьер Мачадо Морено (исп. Dixon Javier Machado Moreno; 22 февраля 1992, Сан-Кристобаль) — венесуэльский бейсболист, шортстоп. Игрок клуба Главной лиги бейсбола «Сан-Франциско Джайентс». Также известен по выступлениям за «Детройт Тайгерс» и корейский клуб «Лотте Джайентс».

## Карьера
«Тайгерс» подписали контракт с Мачадо после окончания сезона 2012 года, сразу же включив игрока в расширенный состав команды. 4 декабря 2013 года его вывели из состава, чтобы освободить место для питчера Джо Нейтана. В ноябре 2014 года Диксон вновь вернулся в состав «Тигров».
В августе 2014 года Мачадо был признан Игроком месяца в Восточной лиге, в 25-и проведённых матчах он отбивал с показателем 41,0 %, сделал 6 даблов, 3 хоум-рана и украл 5 баз.
Двадцать четвёртого мая 2015 года Мачадо был вызван из команды лиги AAA «Толидо Мад Хенс» в основной состав Тигров и дебютировал в МЛБ на следующий день.
Первого сентября 2015 года Диксон получил приглашение на Матч всех звёзд Международной лиги. На тот момент показатель успешных действий в обороне у него составлял 97,6 % — лучший результат среди шортстопов в Лиге. После завершения сезона играл в Венесуэльской зимней лиге за «Леонес дель Каракас».
Мачадо вошёл в состав «Дейтрота» на матч открытия сезона 2017 года. По итогам чемпионата был признан лучшим новичком года в составе «Тайгерс».
Третьего октября 2018 года получил статус свободного агента.
Сезон 2019 года Мачадо провёл в составе команды AAA-лиги «Айова Кабс», входившей в систему «Чикаго». Затем он уехал в Корею, подписав контракт с клубом «Лотте Джайентс». В течение двух лет он выступал в чемпионате Корейской бейсбольной организации, демонстрируя хорошую игру как в защите, так и в нападении. В 2020 году Мачадо стал победителем голосования, определявшего участников Матча всех звёзд лиги, которое было проведено несмотря на отмену самой игры из-за пандемии COVID-19. В США он вернулся в декабре 2021 года, подписав контракт младшей лиги с «Чикаго Кабс».
В первой части сезона 2022 года Мачадо играл за «Айову Кабс», отбивая с показателем 31,2 %. В конце июля он был обменян в «Сан-Франциско Джайентс», которым требовался шортстоп для замены травмированных Брэндона Кроуфорда и Таиро Эстрады. «Кабс» получили за него питчера Райнеля Эспиналя.